# ГЕС Jīnjiābà
ГЕС Jīnjiābà (金家坝水电站) — гідроелектростанція в центральній частині Китаю в провінції Чунцін. Входить до складу каскаду на річці Ганлонг, лівій притоці Xiaohe, яка, своєю чергою, є правою притокою Уцзян (великий правий доплив Янцзи).
У межах проєкту річку перекрили кам'яно-накидною греблею із бетонним облицюванням висотою 101 метр та довжиною 315 метрів. Вона утримує водосховище з об'ємом 158,1 млн м3 (корисний об'єм 112,5 млн м3), в якому припустиме коливання рівня поверхні в операційному режимі між позначками 407 та 445 метрів НРМ (під час повені до 446,3 метра НРМ).
Зі сховища через лівобережний гірський масив прокладено дериваційний тунель довжиною 7,1 км, який виходить до машинного залу, розташованого вже на березі Xiaohe нижче від впадіння Ганглонг. Основне обладнання станції становлять три турбіни типу Френсіс потужністю по 25 МВт, які використовують напір від 72 до 120 метрів (номінальний напір 102 метри) та забезпечують виробництво 212 млн кВт·год електроенергії на рік.